# Ranking szkół średnich i wyższych czasopisma „Perspektywy”

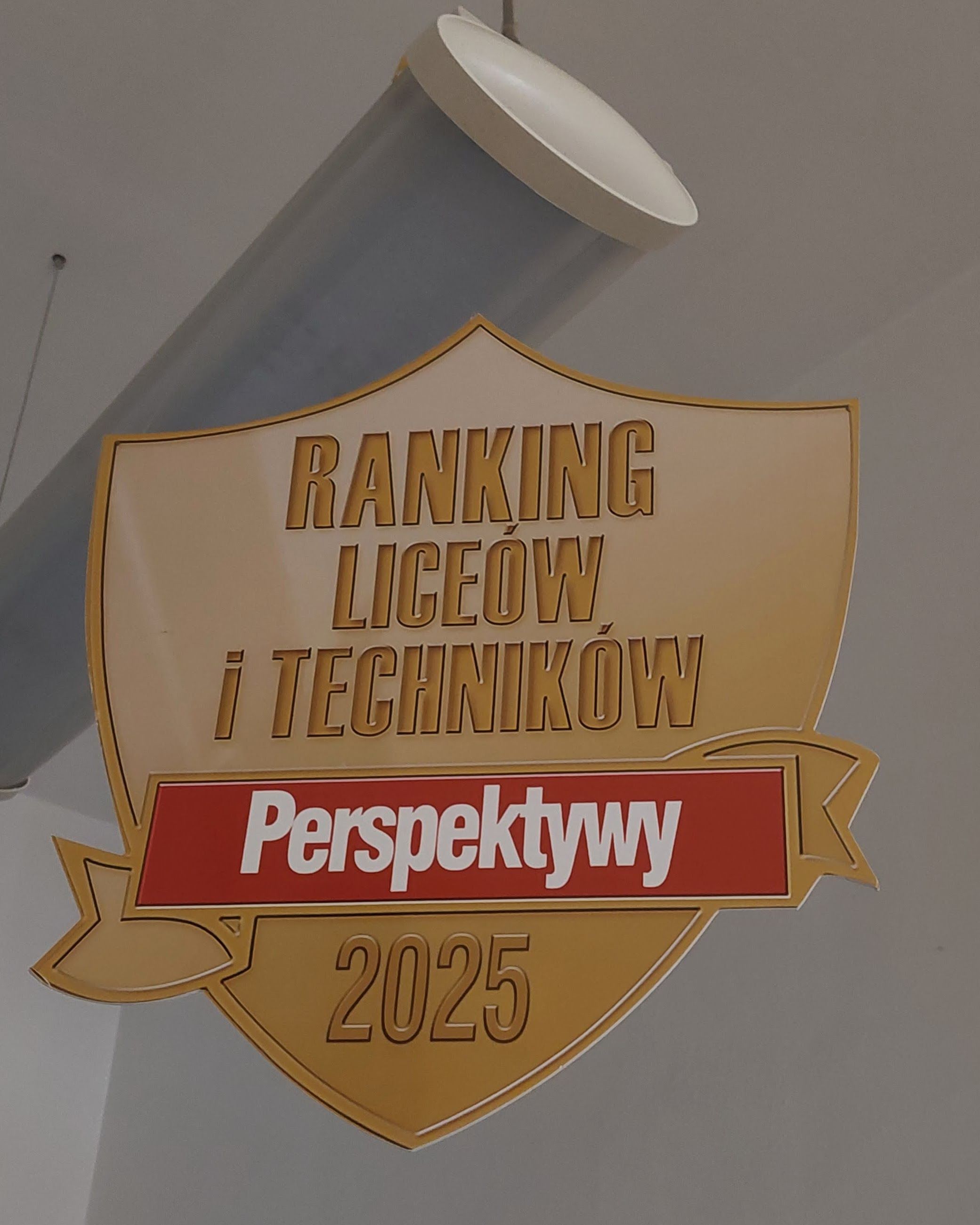
Kartonowa tarcza nawiązująca do logo rankingu

Ranking szkół średnich i wyższych czasopisma „Perspektywy” (również: Ranking Perspektyw) – coroczny ranking szkół średnich i wyższych przygotowywany przez Fundację Edukacyjną Perspektywy. Jest najczęściej cytowany w polskiej prasie spośród wszystkich rankingów szkół.

## Historia

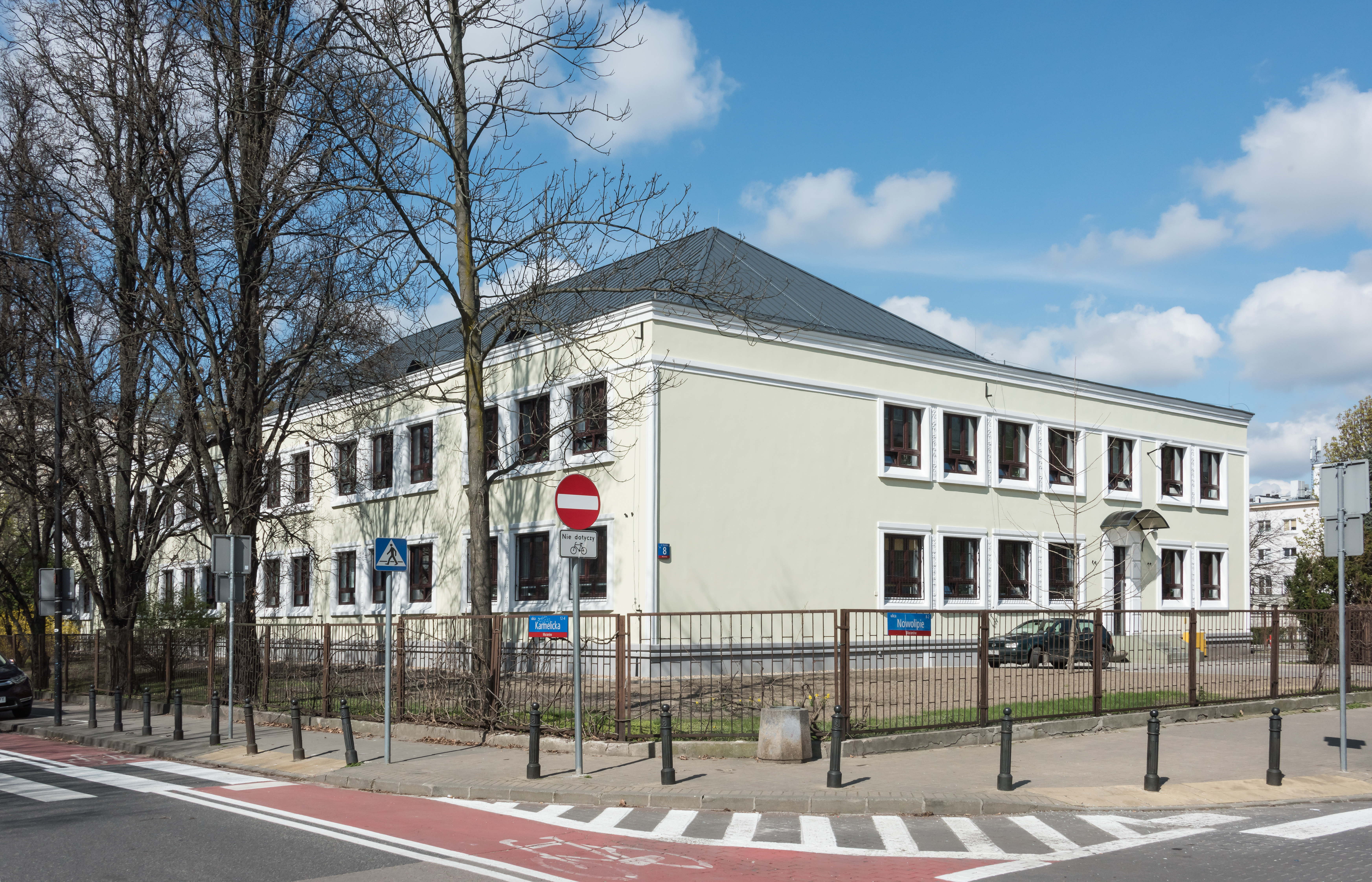
V LO w Warszawie, pierwszy zwycięzca rankingu

Pierwszy ranking szkół „Perspektywy” przygotowały w roku 1992 i był to ranking szkół warszawskich. Zwyciężyło V Liceum Ogólnokształcące im. Księcia Józefa Poniatowskiego w Warszawie. Ranking okazał się sukcesem i wydawnictwo musiało przygotować dodruk czasopisma. W 1998 roku podjęto decyzję o opublikowaniu pierwszego rankingu szkół wyższych, przygotowanego przy współpracy z uczelniami. Powołano Fundację Edukacyjną Perspektywy, działającą non profit. Dla ustalenia wyboru kryteriów oceniania szkół powołano składającą się z fachowców kapitułę, która czuwa nad prawidłowością i rzetelnością procedur klasyfikacji. Pierwsze uroczyste ogłoszenie wyników odbyło się 12 kwietnia 2000 roku. Kryteria oceny szkół zmieniały się wraz z upływem czasu, i tak do oceny uczelni wyższych dodano ich umiędzynarodowienie.

## Kryteria rankingu

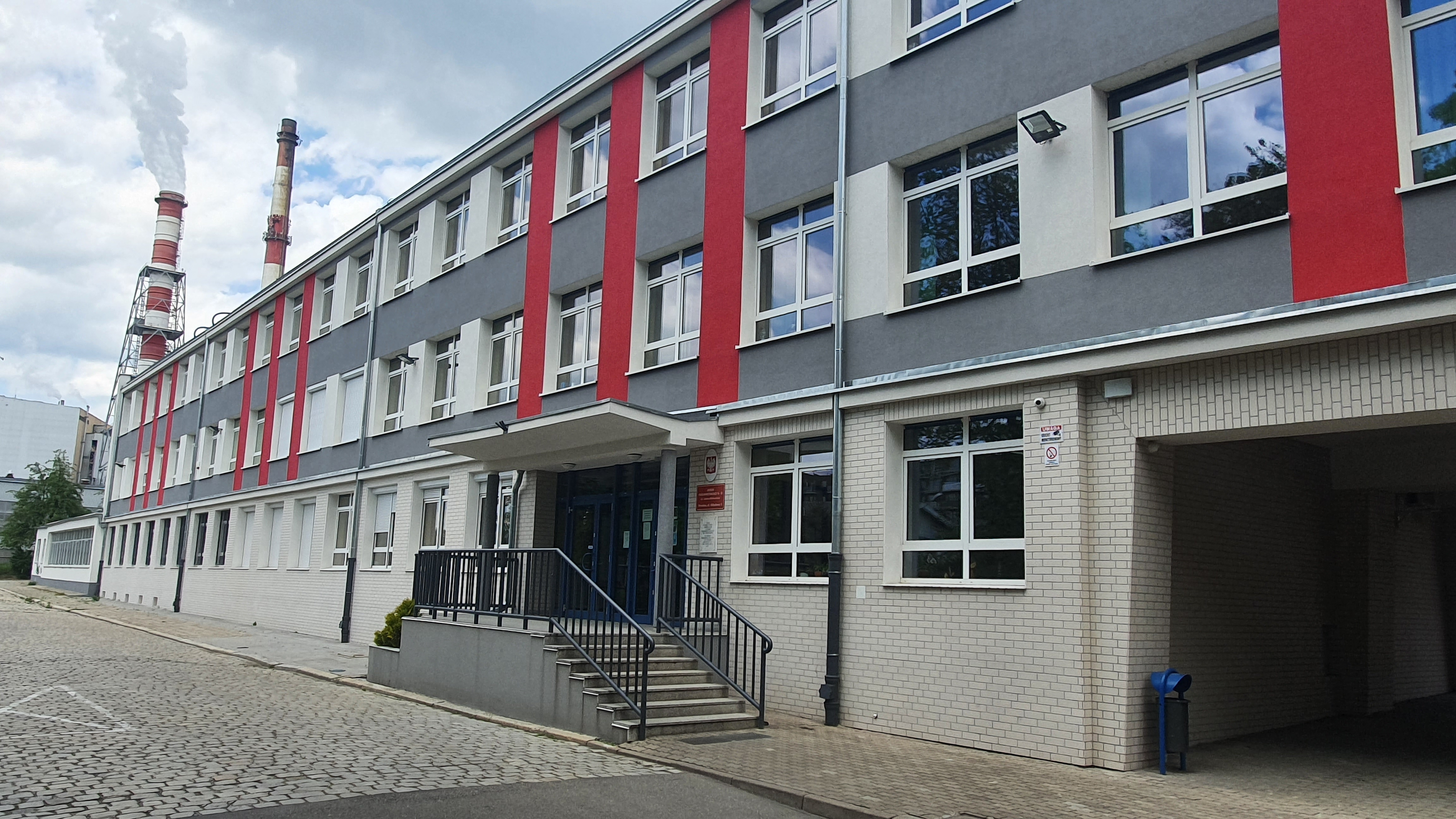
W 2023 III LO we Wrocławiu po raz pierwszy wygrało wrocławską „świętą wojnę” z „czternastką”

Kryteria oceny szkół dobierane są przez Kapitułę konkursu i powstają w oparciu o obiektywne kryteria uzyskiwane spoza szkół. Waga kryteriów dobierana jest w sposób subiektywny. W przypadku liceów kryteria wyglądają następująco: sukcesy szkoły w olimpiadach (25%), matura z przedmiotów obowiązkowych (30%) oraz matura z przedmiotów dodatkowych – 45%. W przypadku techników pod uwagę brane są: sukcesy w olimpiadach przedmiotowych – 20%, matura z przedmiotów obowiązkowych 20%, matura z przedmiotów dodatkowych 30%, egzamin zawodowy 30%. Ranking przedstawia szkoły z najlepszą pozycją rankingową i przyznaje tytuły:
- Złota Szkoła – miejsca 1–200
- Srebrna Szkoła – miejsca 201 – 500
- Brązowa Szkoła – miejsca 501 – 1000

W przypadku uczelni wyższych pod uwagę brane są takie kryteria jak: prestiż, efektywność naukowa, publikacje i cytowania, potencjał naukowy (np. uprawnienia do nadawania stopni naukowych, kwalifikacje kadry akademickiej), umiędzynarodowienie, rozumiane jako studiowanie w językach obcych, wymiana akademicka, innowacyjność oraz warunki studiowania, takie jak dostępność zbiorów cyfrowych i bibliotek, dostępność wykwalifikowanych kadr dla studentów, dostępność uczelni dla studentów zamiejscowych.

## Krytyka

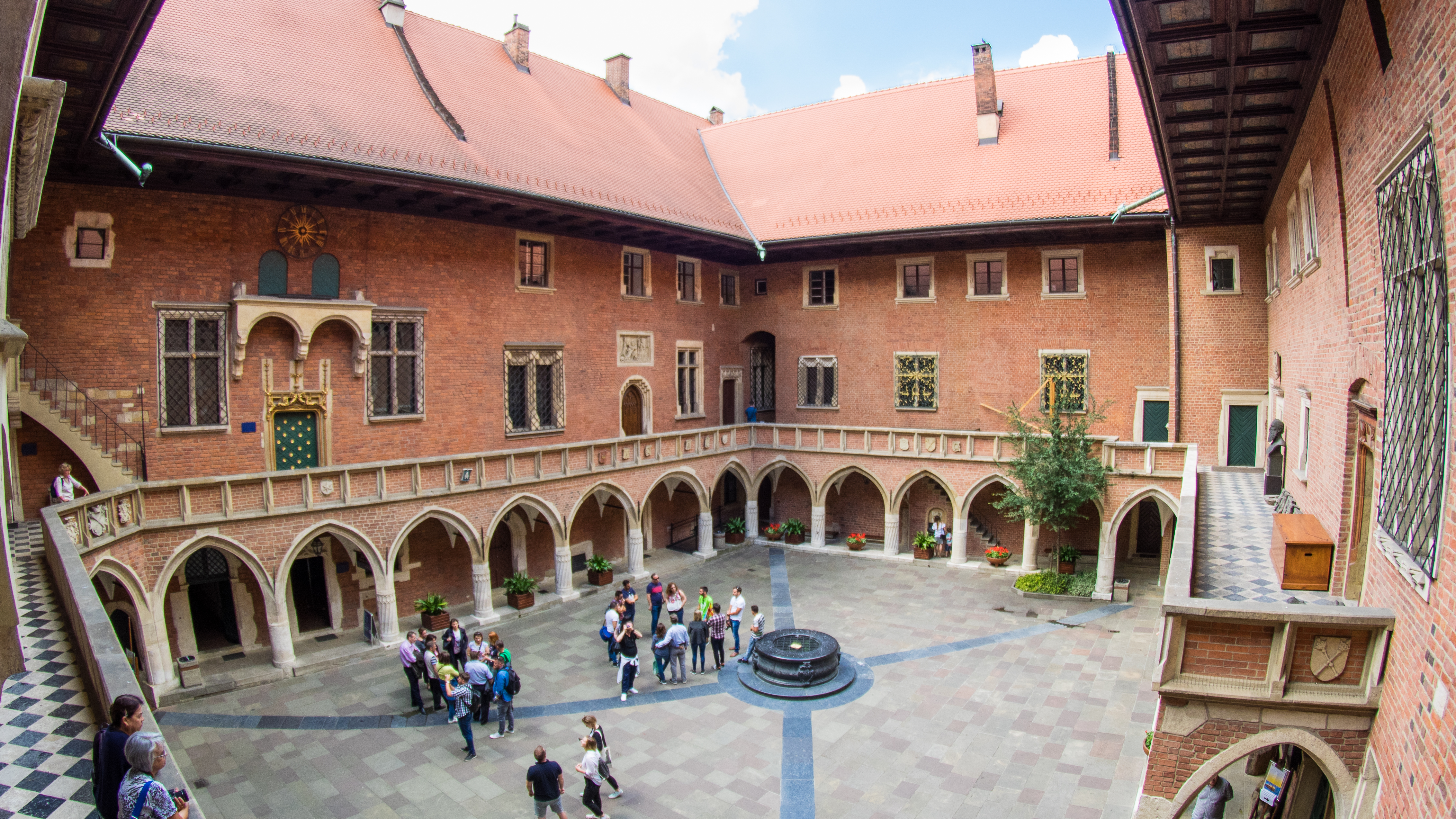
Zwycięzca rankingu uczelni za rok 2023 – Uniwersytet Jagielloński

Ranking corocznie jest krytykowany przez różne środowiska: zainteresowane szkoły, władze oświatowe, rodziców i uczniów. Głównym zarzutem jest napędzanie „wyścigu szczurów” i branie pod uwagę wyłącznie wyników, które powinny być jedynie częścią ogólnej oceny szkoły. Sugeruje się, że czołowe miejsca zajmują szkoły, w których uczniowie biorą korepetycje, pracują zbyt ciężko, chorują na depresję, a same szkoły pozbywają się gorszych uczniów, którzy mają małe szanse na egzaminie maturalnym. Ranking przyczynia się ponadto do promowania szkół z dużych miast i prowadzi do upadku szkół w mniejszych miejscowościach. Dodatkowo sam ranking jest inicjatywą biznesową i kieruje się głównie zapotrzebowaniem społecznym. Nie uwzględnia również wszystkich kryteriów, które powinny decydować o tym, czy szkoła jest dobra. Ranking również sprawia, że ma zbytni wpływ na wybór szkoły przez rodziców i uczniów.